# Ordnance QF-25-Pfünder-Kanonenhaubitze
Die Ordnance QF-25-Pfünder-Kanonenhaubitze, auch als Ordnance Q.F. 25-PR.Mk.II on Carriage, 25-PR. bezeichnet, war eine Kanonenhaubitze, welche für die Royal Artillery entwickelt und ab 1940 insbesondere von den Streitkräften des Commonwealth in großer Stückzahl eingesetzt wurde. Die Abkürzung QF steht für Quick-Firing und kennzeichnet Schnellfeuergeschütze.

## Entwicklung
Im Ersten Weltkrieg setzte die Royal Artillery zwei Geschütze mit einem sehr ähnlichen Reichweitenprofil ein:
- 18-PR Quick-Firing Gun Mk.I (18-Pfünder/83,8-mm Feldkanone) von 1904
- 4.5 Inch, Quick-Firing Howitzer Mk.I (114mm-Feldhaubitze) von 1910

Bei fast gleichem Gewicht hatte die Feldkanone bauartbedingt eine höhere Reichweite, die Haubitze, wegen des größeren Geschossgewichts und steileren Fallwinkels, ein wirkungsvolleres Sprenggeschoss.
Die in die Jahre gekommenen Geschütze sollten in den 1930er Jahren durch ein neu entwickeltes Einheitsmodell ersetzt werden.
Anstatt der Beschaffung einer neuen Waffe, wurden aus Budgetgründen zunächst Rohre des 18-PR.Mk.IV, einer Variante aus den späten Jahren des „Great War“, zu einem 25-Pfünder Rohr (Kaliber 87,6mm) aufgebohrt und die Lafette modifiziert. Dieses führte zur ersten Variante des Geschützes, der QF 25-PR.Mk.I. Diese aufgebohrte Waffe stellte zu Beginn des Zweiten Weltkrieges das Hauptgeschütz der britischen Artillerie. Ab 1940 kam dann die neu konstruierte Kanonenhaubitze QF 25-PR.Mk.II in den Einsatz. Andere Quellen sprechen von Auslieferung spät im Jahre 1941.
Mit dem 25-Pfünder löste die Sprengmunition die Schrapnellmunition als Hauptträger der Wirkung bei der Feldartillerie ab. Die Kombination eines Sprenggeschosses, einer geteilten Munition mit variabler Ladungsstärke und eines guten Höhenrichtbereichs erlaubte einen guten Kompromiss bezüglich Reichweite, Munitionswirkung und Feuergeschwindigkeit.
Bis 1945 wurden über 12000 Stück des Geschütz ausgeliefert.

## Aufbau und Komponenten

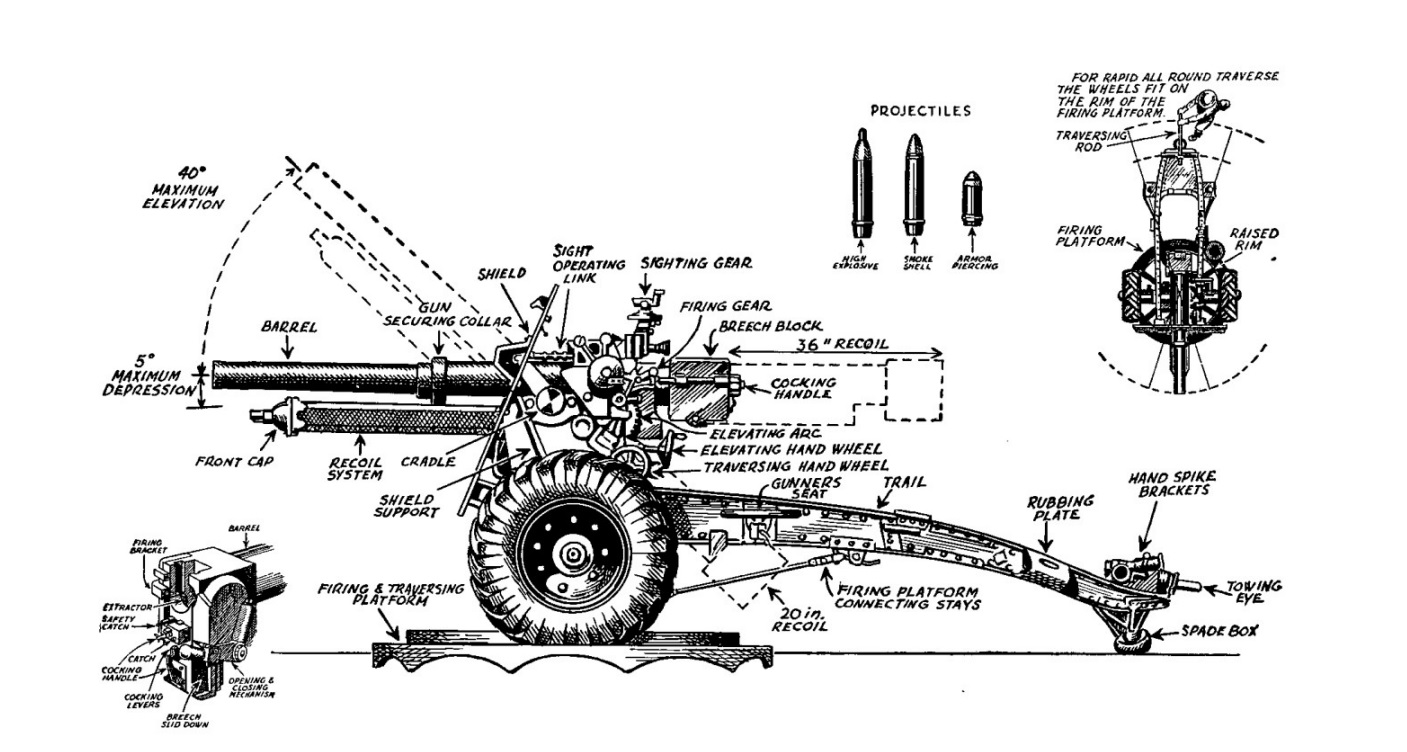
Skizze des 25-PR. Mk.II, noch ohne Mündungsbremse

Die 25-Pfünder Kanonenhaubitze Mk.II besitzt eine als Kastenlafette ausgeführte Räderlafette mit zwei Luftreifen auf Stahlfelgen. Sie ist mit einem Schutzschild gegen Infanteriewaffenfeuer ausgestattet, dessen Oberteil sich zum Marsch nach vorn herunterklappen lässt. Das Waffenohr im Kaliber 87,6 mm (3,45 Zoll) ist über einer Trogwiege angeordnet, in der die Brems- und Vorholeinrichtung integriert sind. Das Geschütz war, Stand 1944, für das indirekte Richten mit einem Rundblickfernrohr ausgestattet. Zum direkten Richten, insbesondere zur Panzerabwehr, verfügte es außerdem über ein Zielfernrohr. Einer der genutzten Lafettentypen verwendete eine kreisförmige Bodenplatte, auf die das Geschütz abgesenkt werden konnte. Diese Konfiguration nahm nicht nur einen Großteil der Rückstoßkräfte auf, sie ermöglichte es auch, das Geschütz in wechselnden Gefechtslagen schnell um 360° zu drehen. Durch diese Konstruktion konnte eine sehr hohe Feuergeschwindigkeit erreicht werden.

### Rohr
Das Waffenrohr ist als Mantelrohr mit lose eingesetztem auswechselbarem Seelenrohr ausgeführt. Das Seelenrohr besteht in der Version Mark I aus autofrettiertem Stahl. Bei dem Mark II-Rohr wurde auf die Autofrettage verzichtet. Das Seelenrohr wird mit Hilfe von Bajonettkämmen im Mantelrohr verschraubt. Ein am Vorderteil des Mantelrohrs aufgeschraubter Messingring dient dem Schutz vor dem Eindringen von Feuchtigkeit zwischen den Rohren. Eine Schelle am vorderen sowie drei Kämme an der Unterseite des hinteren Teils des Mantelrohres dienen der starren Verbindung mit der Rohrbremse. Auf der Oberseite befindet sich ein Gegengewicht. Das Bodenstück ist über Bajonettkämme am hintersten Ende des Mantelrohrs verschraubt.

### Lafette
Sowohl Ober- als auch Unterlafette existieren in verschiedenen Varianten. Insbesondere die frühe Bauform Mark 1 No. 1 der Unterlafette fällt durch ihre Nietkonstruktion und charakteristische Form auf. Der Rahmen besteht aus zwei Holmen die zunächst nach leicht nach außen zeigen. Dadurch bleibt die Mitte des Rahmens frei und das Rohr kann bei jeder Rohrerhöhung in einem Winkel von ±4° geschwenkt werden. Während der Rahmen im Bereich des Drehzapfens nur einen geringen Neigungswinkel aufweist, wird sie im hinteren Drittel zunehmend steiler und die Holme biegen nach innen und endet gehen in einen Erdsporn über. Die Vorschrift spricht hier von einem Höcker: Diese Konstruktion erlaubt es, die Bodenplatte für den Marsch unter der Lafette zu befestigen. Alternativ lässt sich die Bodenplatte auf der Protze oder der Zugmaschine befestigen.

### Bodenplatte

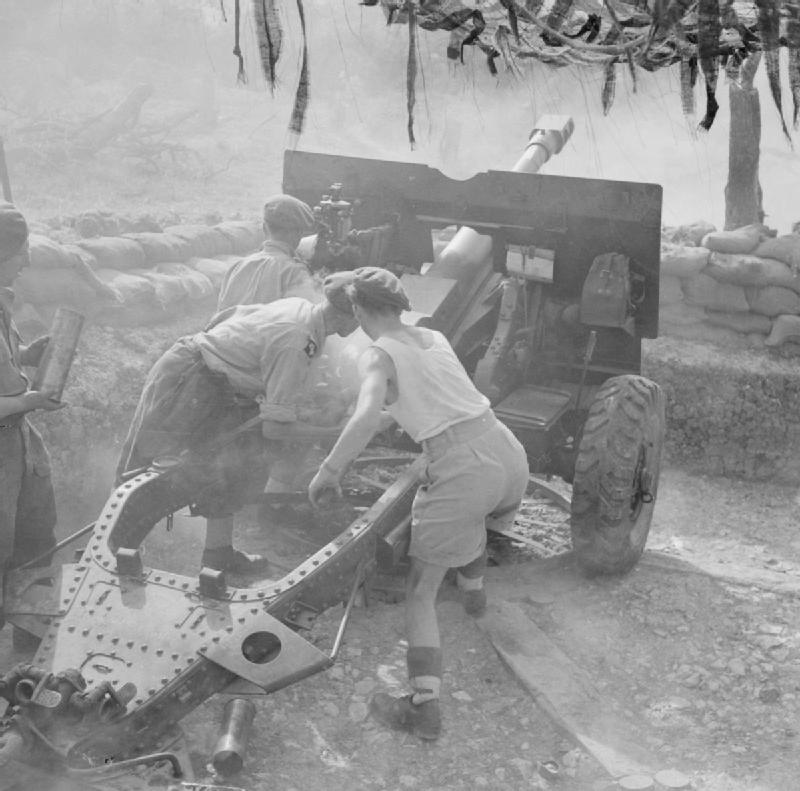
Bodenplatte fast vollständig eingegraben

Die Bodenplatte ähnelt einem Speichenrad, auf dessen Unterseite umlaufend Zehenplatten angenietet sind. Die Zehenplatten sinken im Boden ein und verhindern ein Verrutschen der Platte beim Schießen. Der Durchmesser des an den Speichen befestigten Kreisrings entspricht der Spurweite der Lafettenräder. Ein Kragen an der Innenseite stellt sicher, dass die Räder auf dem Kreisring abrollen. Ein Zapfen im Zentrum der Bodenplatte nimmt ein Geschirr auf, dass mit der Lafette verbunden wird. Wird das Geschütz über der ausgelegten Bodenplatte aufgestellt und verzurrt, kann es in kurzer Zeit in beliebige Richtung ausgerichtet werden. Dafür wird der Erdsporn durch einen Kasten modifiziert, damit er sich beim Schießen nicht eingräbt. Die grobe Seitenrichtung erfolgt dann mittels eines Hebebaums.

## Mobilität

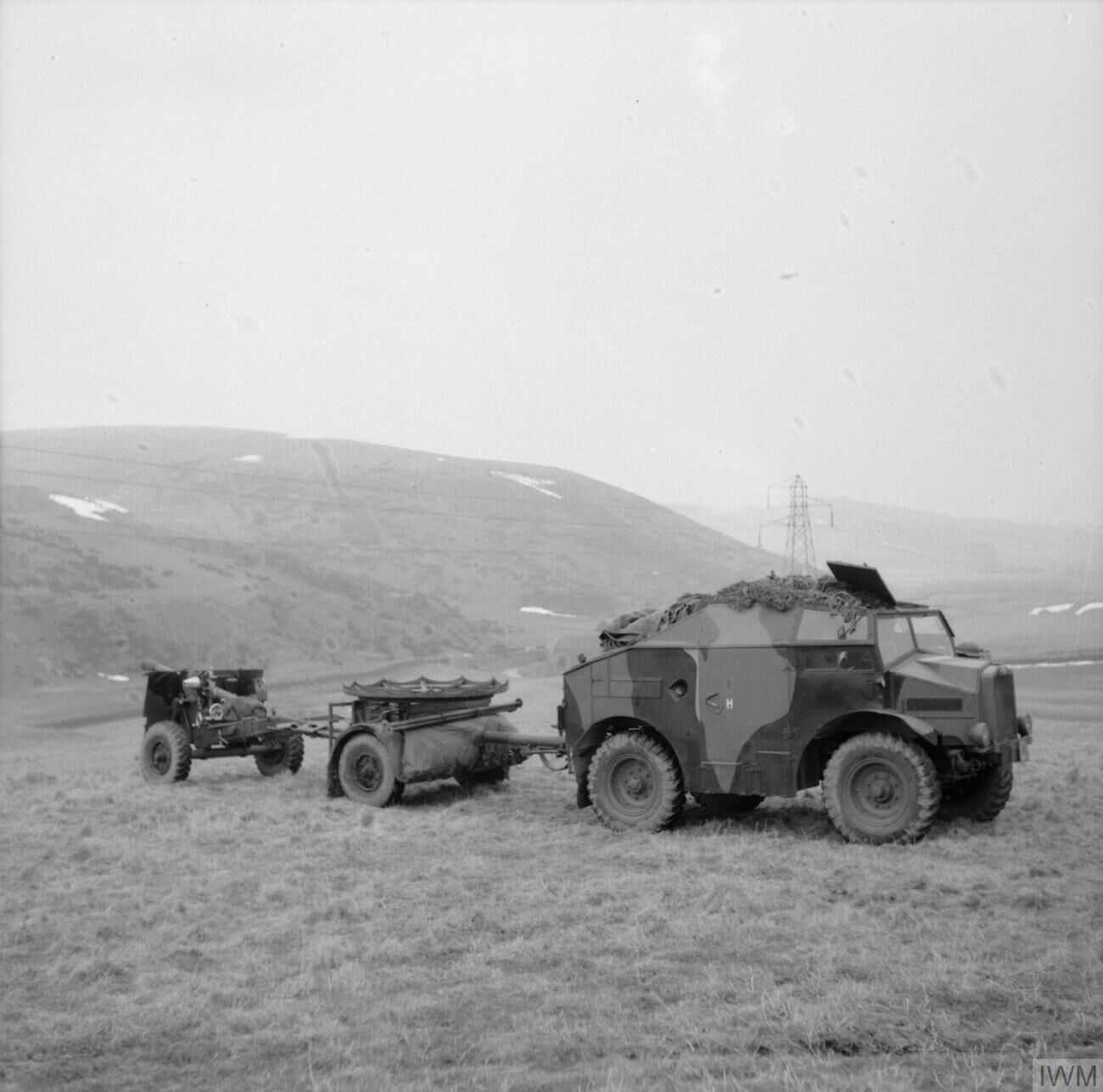
Morris C8 mit 25-PR. Mk.II, Bodenplatte auf Protze

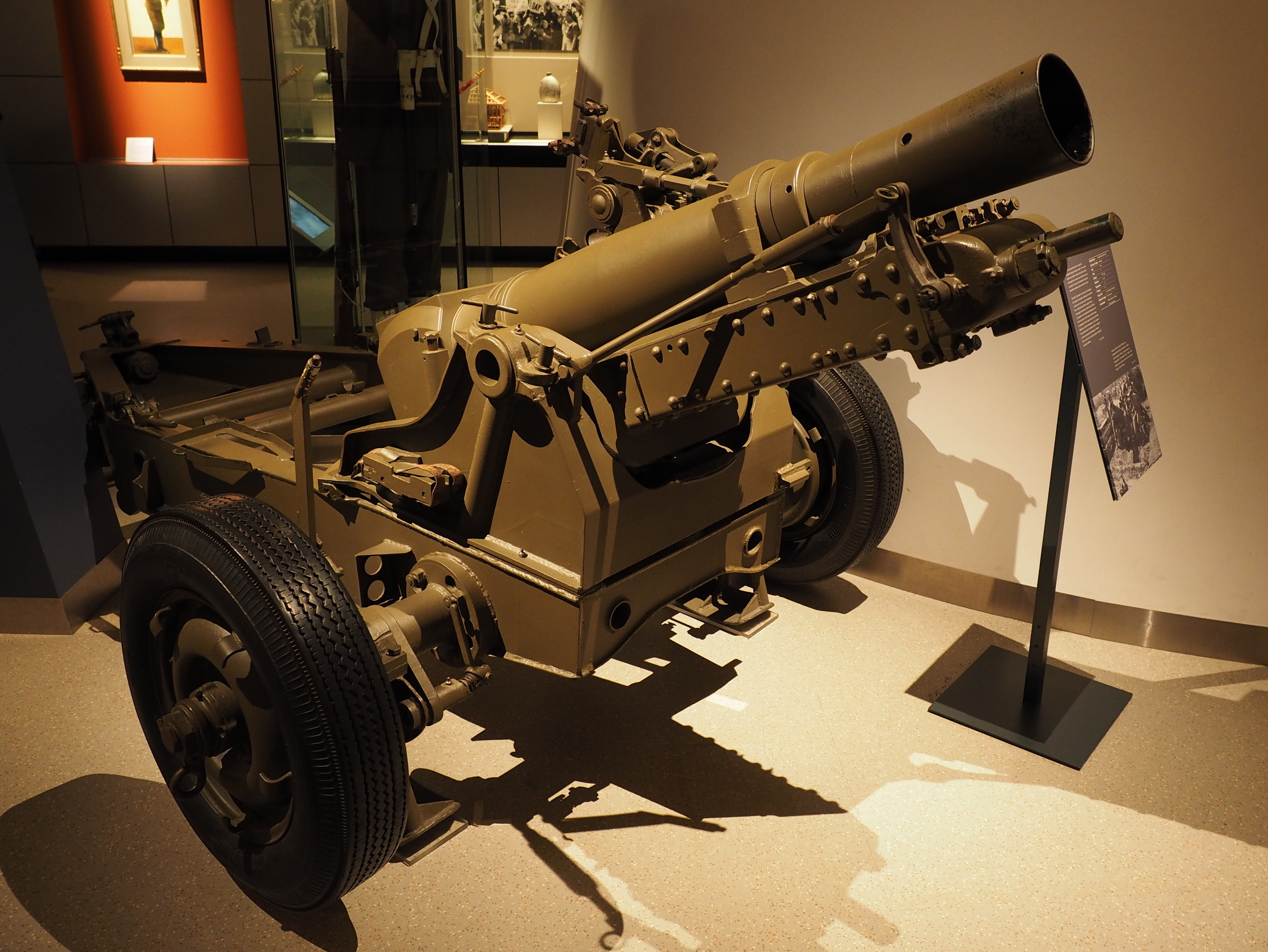
Ordnance QF 25-pounder Short

Das Geschütz war für damalige Verhältnisse relativ schwer. Damit es trotzdem von leichten Zugmaschinen gezogen werden konnte, wurde es mit einer Protze (No. 27 Artillery Trailer) kombiniert. Selbst hinter einer leistungsfähigeren Zugmaschine und ohne Protze war die Beweglichkeit im Gelände eingeschränkt. Der No. 27 Artillery Trailer kann außerdem 32 Schuss Bereitschaftsmunition, Zünder und Zubehör transportieren. Er ist gebremst und die Räder sind austauschbar mit denen der Lafette.  Da die sich die eingeschränkte Mobilität besonders auf dem pazifischen Kriegsschauplatz negativ bemerkbar machte, wurde eine Version mit kurzem Rohr entwickelt (Ordnance QF 25-PR. Short), die sowohl von leichteren Fahrzeugen gezogen, als auch zerlegt transportiert werden konnte.
Das Geschütz war für damalige Verhältnisse relativ schwer. Damit es trotzdem von leichten Zugmaschinen gezogen werden konnte, wurde es mit einer Protze (No. 27 Artillery Trailer) kombiniert. Selbst hinter einer leistungsfähigeren Zugmaschine und ohne Protze war die Beweglichkeit im Gelände eingeschränkt. Der No. 27 Artillery Trailer kann außerdem 32 Schuss Bereitschaftsmunition, Zünder und Zubehör transportieren. Er ist gebremst und die Räder sind austauschbar mit denen der Lafette.  Da die sich die eingeschränkte Mobilität besonders auf dem pazifischen Kriegsschauplatz negativ bemerkbar machte, wurde eine Version mit kurzem Rohr, die Ordnance QF 25-pounder Short entwickelt. Sie konnte sowohl von leichteren Fahrzeugen gezogen als auch zerlegt transportiert werden.

## Munition

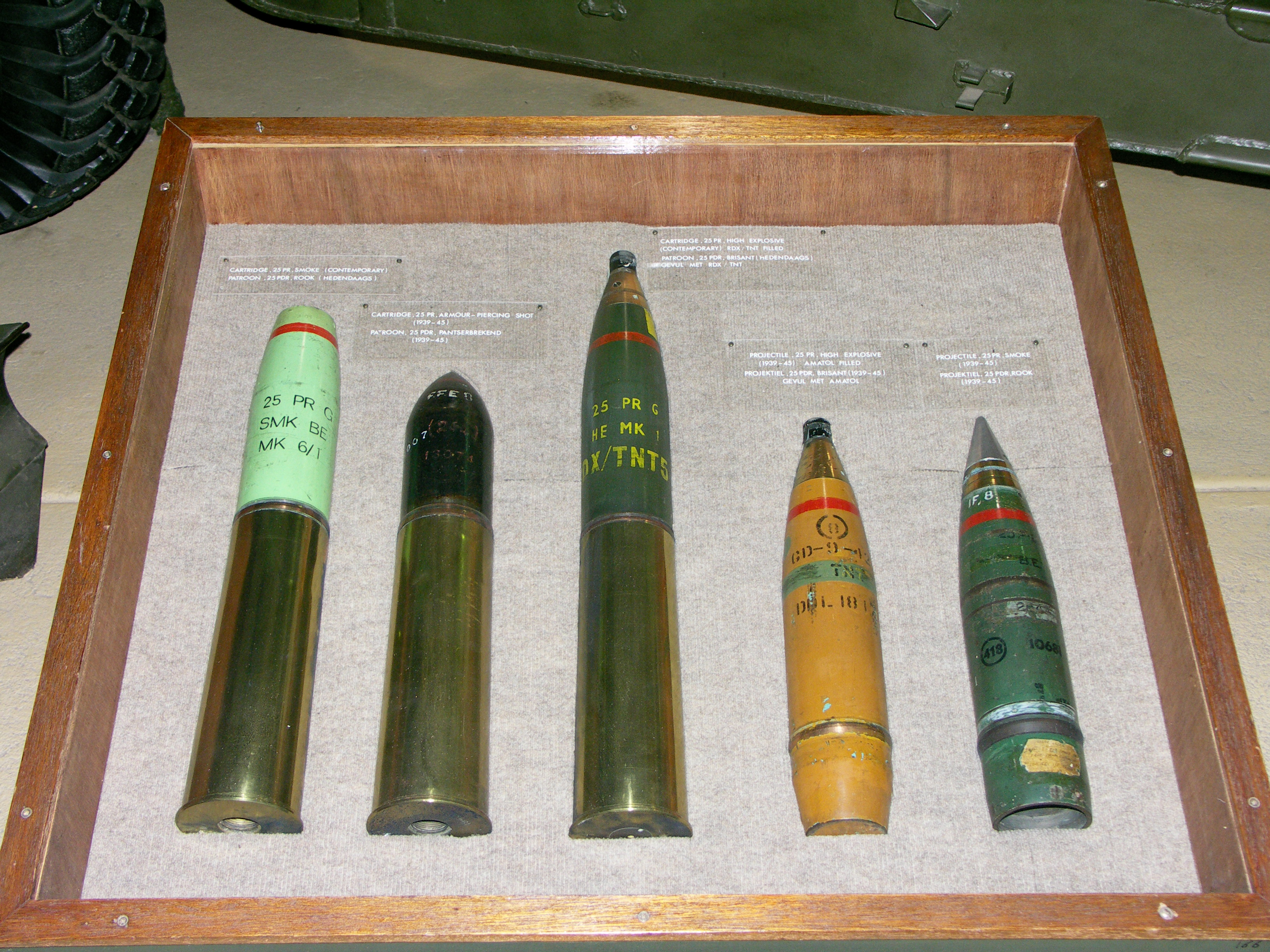
Munitionsarten der Ordnance QF-25-Pfünder-Kanonenhaubitze

Die Waffe verschoss keine Patronenmunition, sondern wurde mit getrennten Treibladungen in Beuteln unterschiedlicher Dimensionierung sowie Nebel-, Spreng- und panzerbrechenden Wuchtgeschossen AP/APC verwendet.

## Einsatz
Nachdem sie, vermutlich in geringen Stückzahlen, bereits 1940 in Norwegen zum Einsatz gekommen war, gewann die 25-Pfünder Kanonenhaubitze Mk.II als Resultat der schweren Materialverluste durch die verlorene Schlacht von Dünkirchen schnell an Bedeutung für die Royal Artillery. Obwohl sie danach wohl auf allen Kriegsschauplätzen von den Streitkräften des Commonwealth eingesetzt wurde, begründete sich ihr Ruf auf alliierter Seite vor allen Dingen auf ihrem Einsatz in der ägyptischen und libyschen Wüste im Afrikafeldzug.
In den ersten Phasen des Feldzugs waren die Commonwealth-Truppen zur Panzerabwehr nur mit dem Ordnance QF 2-Pfünder ausgestattet. Dessen geringe Reichweite erlaubte es den deutsche Panzersoldaten, erkannte Panzerabwehrstellungen aus sicherer Entfernung zu bekämpfen. Daher wurde die 25-Pfünder Kanonenhaubitze Mk.II bis zum Frühjahr 1942 in diversen Fällen in ähnlicher Weise zur Panzerbekämpfung eingesetzt, wie es die Wehrmacht mit der 8,8-cm-Flak tat.
Massierte Einsätze der Geschütze durch die 8. Armee, wie zum Beispiel der Einsatz von 824 25-Pfündern die in der Zweiten Schlacht von El Alamein über 1 Millionen Schuss Munition verbrauchten, dürften zur Beliebtheit des Geschützes bei den eigenen Truppen beigetragen haben.
Die Waffe war aber nicht nur bei den Soldaten des Commonwealth gut angeschrieben. Die Wehrmacht rüstete ganze Artillerieregimenter mit der 8,76-cm-Feldkanone-280(e) genannten Beutewaffe aus, welche sich bei den deutschen Bedienungen großer Beliebtheit erfreute.
Nach dem Zweiten Weltkrieg kam die 25-Pfünder Kanonenhaubitze Mk.II bis mindestens in die 1970er Jahre in einer ganzen Reihe von regionalen Konflikten zum Einsatz. Aufgrund der Standardisierungsbemühungen der NATO zu Artilleriebewaffnung verwendete die Royal Artillery das Geschütz ab 1967 nur noch zu Ausbildungszwecken und gab es ab 1975 ganz auf. Bei verschiedenen anderen Streitkräften war sie bis spät in die 1980er Jahre in der Nutzung.

## Integration in Selbstfahrlafetten

### Bishop
Um gerade in Nordafrika die Kanonenhaubitzen der Artillerie von der Panzerabwehrrolle zu entlasten, integrierte man das Geschütz auf das Fahrgestell des Panzers Valentine. Das Fahrzeug zeichnete sich durch eine hohe Silhouette des nicht drehbaren Turms aus und bewährte sich im Einsatz nicht. Mit Einführung der Panzerhaubitze M7 Priest wurde der Bishop nicht mehr verwendet.

### Sexton
In Anlehnung an ähnliche Konzepte der Wehrmacht (Panzerhaubitze Hummel) oder der U.S. Army M7 Priest um der schnellen Panzertruppe im Gefecht auch mit Artillerie folgen zu können, entwickelte auch Großbritannien 1942 eine Selbstfahrlafette für die 25-Pfünder Kanionenhaubitze, die Panzerhaubitze Sexton (engl. für „Totengräber“). Sie fand noch nach dem Zweiten Weltkrieg in den britischen und kanadischen Streitkräften Verwendung.

### Yeramba
Nach dem Zweiten Weltkrieg integrierte Australien von 1950 bis 1952 die Kanonenhaubitze auf Fahrgestelle des amerikanischen M3 A5 Grant. Das nach einer Schleuder der Aborigines Yeramba benannte Fahrzeug wurde aber als obsolet bereits 1957 ausgemustert. Es sollte die einzige in Australien konstruierte Artillerieselbstfahrlafette bleiben.

## Nutzung außerhalb von Großbritannien
Das Geschütz wurde umfänglich in vielen Commonwealth-Staaten wie auch bei Verbündeten Großbritanniens im Zweiten Weltkrieg eingesetzt. Hier sollen nur die Wesentlichsten aufgeführt werden:
 Australien
Ab Mai 1941 wurden in Australien 1527 komplette Kanonen hergestellt. Das Land setzte die 25-Pfünder-Kanone intensiv ein, unter anderem im Zweiten Weltkrieg, in Korea und während der Auseinandersetzungen in Malaysia. Reserveeinheiten nutzten sie noch bis in die 1970er Jahre.
 Belgien
Nutzung im Zweiten Weltkrieg in der sog. unabhängigen Belgischen Brigade auf alliierter Seite und danach im Kolonialkrieg im Kongo.
 Kanada
Die Kanonenhaubitze gehörte zur Ausrüstung der meisten Feldregimenter der Royal Canadian Artillery. Viele dieser Geschütze und ein Großteil ihrer Munition wurden in Sorel, Quebec, Kanada, hergestellt.
 Indien
Die indische Armee setzte 25-Pfünder-Kanonen gegen Pakistan im Indisch-Pakistanischen Krieg von 1947 , im Indisch-Pakistanischen Krieg von 1965 und im Indisch-Pakistanischen Krieg von 1971 sowie gegen China im Indisch-Chinesischen Krieg von 1962 ein.
 Irland
Im Jahr 1949 erwarben die irischen Streitkräfte 48 Mark III 25-Pfünder aus dem Besitz der britischen Armee. Sie waren bis 2009 bei der Reserve im Einsatz. 1981 wurden sie in der Armee durch die 105-mm-Leichtkanone ersetzt. Die irische Armee unterhält eine zeremonielle 25-Pfünder-Batterie mit sechs Kanonen für  Staatsanlässe.
 Jordanien
Die Jordanische Arabische Legion setzte während der Kämpfe im Jahr 1948 acht 25-Pfünder-Feldgeschütze ein.  Später setzte die Königlich Jordanische Armee während des Sechstagekrieges mehrere Batterien von 25-Pfündern ein.
 Libanon
Die libanesische Armee verfügte 1975 über einundzwanzig QF Mk III 25-Pfünder-Geschütze. Die meisten davon wurden im Februar 1976 von der Tiger-Miliz und der Miliz der Kataeb Regulatory Forces (KRF) erbeutet und 1980 an ihre Nachfolgetruppen, die libanesischen Streitkräfte , weitergegeben, die sie während des libanesischen Bürgerkriegs einsetzten.
 Luxemburg
Während des Zweiten Weltkriegs setzten die Freien Luxemburgischen Streitkräfte vier 25-Pfünder ein, die nach den vier Töchtern der Großherzogin Charlotte benannt waren : Prinzessin Elisabeth , Marie Adelaide , Marie Gabriele und Alix. Nach dem Krieg verwendete die luxemburgische Armee eine Reihe von 25-Pfünder-Geschützen. In den Jahren 1955–1957 wurden die Geschütze auf 105 mm umgerohrt und mit neuen Visieren ausgestattet. Das Erste Artilleriebataillon mit 18 Geschützen unterstand von 1963 bis 1967 der 8. Infanteriedivision der U.S.Army in Deutschland. Heute dienen sie noch als Salutgeschütze.
 Griechenland und   Zypern
Die 25-Pfünder-Kanone wurde erstmals während des Zweiten Weltkriegs bei den griechischen Streitkräften in Nordafrika in Dienst gestellt. Drei Feldartillerieregimenter (I, II und III) mit jeweils 24 Geschützen wurden als Teil der griechischen Infanteriebrigaden der griechischen Exilregierung aufgestellt. Ihre einzigen bedeutenden Einsätze fanden 1942 in El Alamein und 1944 in Rimini statt. Nach dem Ende des Zweiten Weltkriegs diente die 25-Pfünder-Kanone als Teil der griechischen Armee während des griechischen Bürgerkriegs. Im Bürgerkrieg von 1946 bis 1949 wurden von der griechischen Artillerie in verschiedenen Organisationsformen insgesamt 125 25-Pfünder-Geschütze eingesetzt. Nach dem Bürgerkrieg wurden sie in sieben unabhängige Regimenter mit jeweils 18 Geschützen aufgeteilt. Nach Griechenlands NATO-Beitritt 1952 und der Standardisierung auf amerikanische Kaliber 1953 wurden die 25-Pfünder-Geschütze im Gegensatz zu anderen Modellen nicht ausgemustert, sondern als Teil der Divisionsartillerieformationen in 13 Bataillone mit je acht Geschützen reorganisiert. 1957 ermöglichte der Zustrom amerikanischer Artilleriegeschütze eine Aufstockung von 8 auf 12 Geschütze pro Bataillon. 1964 wurden 54 25-Pfünder-Geschütze von Griechenland an Zypern übergeben, wo sie bei der zyprischen Nationalgarde in Dienst gestellt wurden, die in vier Bataillone mit je 12 Geschützen (Nummern 181, 182, 183 und 185) und eine unabhängige Batterie mit sechs Geschützen (184) gegliedert war. Sie kamen bei der türkischen Invasion der Insel 1974 zum Einsatz. Die 25-Pfünder blieben bis 1992 im Dienst der griechischen Armee und wurden dann im Rahmen des KSE-Abkommens ausgemustert. Die Waffen der zypriotischen Nationalgarde bleiben eingelagert.
 Neuseeland
Während des Zweiten Weltkriegs setzten neuseeländische Artilleristen der 2. neuseeländischen Division die 25-Pfünder-Kanone in Griechenland, Nordafrika und Italien ausgiebig ein. Das 16. Feldregiment der Royal New Zealand Artillery, ausgerüstet mit 25-Pfündern, wurde aufgestellt, um die UN-Streitkräfte im Koreakrieg zu unterstützen. Die 25-Pfünder wurden in den Frontlinieneinheiten durch die 105-mm-Gebirgshaubitze Modell 56 ersetzt. Die Geschütze wurden 1977 bei der Territorial Force Artillery außer Dienst gestellt. Heute sind 25-Pfünder noch als Salutgeschütze im Einsatz.
 Nigeria
Die nigerianischen Streitkräfte verwendeten während des Biafra-Krieges 25-Pfünder-Geschütze. Bis 2002 waren sie immer noch im Einsatz.
 Südafrika
Die Kanonenhaubitze fand als „G1“ auf südafrikanischer Seite Verwendung in den frühen Jahren der Grenzkonflikte, etwa von 1966 bis 1975 mit den Nachbarländern Angola und Namibia. Heute wird es noch als Salutgeschütz genutzt.
Ferner wurde das Geschütz von folgenden Staaten eingesetzt:
 Ägypten,  Bangladesch, Indonesien, Israel,  Kuwait, Katar, Malta, Malaysia, Mosambik, Oman, Pakistan, Singapur, Sri Lanka,  Sudan, Vereinigte Arabische Emirate sowie im vormaligen Rhodesien.